# Robladillo
Robladillo – gmina w Hiszpanii, w prowincji Valladolid, w Kastylii i León, o powierzchni 8,84 km². W 2011 roku gmina liczyła 98 mieszkańców.